# Lluís Rouvière i Bula
Lluís Rouvière i Bula (Barcelona, 1837 - Barcelona, 27 de març de 1904) fou un enginyer industrial barceloní. Llicenciat el 1866, desplegà múltiples activitats a llarg de la seva vida: directiu d'empreses de ferrocarrils, conferenciant, escriptor de temes tècnics, polítics i socials, inventor, titular de concessions de ferrocarril i hidroelèctriques i titular de diversos càrrecs.
Potser el seu paper més rellevant fou l'obtenció de les concessions d'aprofitament hidroelèctric a la vall d'Aran, que constituïren el primer pas per la construcció d'un important conjunt de centrals hidroelèctriques al Pirineu.
La seva germana, Matilde Rouvière va ser la mare del pintor noucentista Carles Pellicer i Rouvière (1865-1959).

## Biografia
Fou director de diverses companyies ferroviàries, com la de Saragossa a Barcelona (1878) i la de Tarragona a Barcelona i França (1878-81). Va ocupar el càrrec d'enginyer director d'explotació de la Compañía del Ferrocarril de Medina a Zamora y de Orense a Vigo (MZOV), entre 1880 i 1882. També fou gerent de la naviliera Companyia Transatlàntica.
Escrivia articles a la Revista Tecnológica Industrial. També escriví opuscles de caràcter polític, com Apuntes sobre el presente y el porvenir de la clase obrera de Cataluña (1866) i Cuatro palabras sobre el derecho electoral (1870), en defensa del sufragi universal.
El 1887 va presentar la petició de la patent d'un injector-bomba aspirant-repel·lent, així com també de diversos tipus d'encenedor.
El 1879 va ingressar a la Reial Acadèmia de Ciències i Arts de Barcelona amb el treball “De la generación del vapor aplicada a los usos Industriales”. Fou president de l'Associació d'Enginyers Industrials de Barcelona en diversos períodes, entre 1868 i 1869, entre 1877 i 1878 i entre 1885 i 1887. I també pertanyé a la junta directiva de l'Ateneu Barcelonès entre 1895 i 1896.
Juntament amb Carles Pirozzini i Martí i l'arquitecte Elies Rogent i Amat fou un dels membres del comitè organitzador de l'Exposició Universal de Barcelona del 1888.

## Negocis amb concessions

### Ferrocarril
L'agost de 1880 va rebre la concessió, junt amb el seu soci Ramón Aranaz, de l'execució de les obres de construcció de la línia de ferrocarril entre Guillarei i Tui, a la part espanyola de la connexió amb Portugal. Pocs mesos més tard els socis van cedir tots els seus drets i obligacions a la societat MZOV.
El 1901 va presentar complet projecte de ferrocarril de via estreta i tracció elèctrica des de Lleida fins a Les, a la vall d'Aran amb un ramal a Tremp. Aquest projecte, de 161 quilòmetres de longitud presentava la característica de pretendre aprofitar salts d'aigua als rius Noguera Ribagorçana i Garona per la tracció d'aquest ferrocarril. No va trobar finançament pel projecte, i malgrat haver estat defensat al senat espanyol per Emili Riu i Periquet, quedà abandonat.

### Aprofitaments hidroelèctrics
Va sol·licitar la concessió de 14 salts hidroelèctrics a la Vall d'Aran, essent publicada la seva sol·licitud el 10 d'agost de 1900 en el Butlletí Oficial de la província de Lleida. Rouvière morí el març de 1904. La seva vídua, Sebastiana Gómez, traspassà els drets al banquer madrileny Teófilo Benard, a través del qual anirien a raure a mans d'Emili Riu i Periquet primer i de la Sociedad Productora de Fuerzas Motrices després. A partir de 1921, aquesta empresa executaria la construcció de totes les centrals hidroelèctriques de la vall d'Aran entre 1921 i 1965.
Rouvière també sol·licità diverses concessions d'aprofitament hidroelèctric de la Noguera Ribagorçana, i els seus drets foren traspassats a Teófilo Benard. Aquest rebé les concessions l'any 1912, quan foren atorgades pel Ministerio de Fomento.